# آنا اولوفسون
آنا اولوفسون هي متزلجة سويدية، ولدت في 17 سبتمبر 1981 في إوسترسوند في السويد.

## وصلات خارجية
- آنا اولوفسون على موقع الاتحاد الدولي للتزلج (ركوب لوح الثلج) (الإنجليزية)
- آنا اولوفسون على موقع أوليمبيديا (الإنجليزية)
- آنا اولوفسون على موقع اللجنة الأولمبية السويدية (السويدية)